# Kicking Horse Pass
Kicking Horse Pass är ett bergspass i Kanada.   Det ligger på gränsen mellan Alberta och British Columbia, i den västra delen av landet, 3 000 km väster om huvudstaden Ottawa. Kicking Horse Pass ligger 1 638 meter över havet. Det ligger vid sjön Summit Lake.
Terrängen runt Kicking Horse Pass är bergig åt sydväst, men åt nordost är den kuperad. Kicking Horse Pass ligger nere i en dal.Trakten runt Kicking Horse Pass är nära nog obefolkad, med mindre än två invånare per kvadratkilometer.. Närmaste större samhälle är Lake Louise, 8,0 km öster om Kicking Horse Pass. 
I omgivningarna runt Kicking Horse Pass växer i huvudsak barrskog.